# Zlatá labuť
Zlatá labuť (pracovním názvem Obchodní dům) je český televizní seriál od TV Nova, který byl vysílán od 2. února 2023 do 6. června 2024. V hlavních rolích se představili např. Marta Dancingerová a Adam Vacula. Zlatá labuť se představila 26. ledna 2023 v pražské Lucerně.
První řada měla premiéru v roce 2023 od 26. ledna na Voyo a od 2. února na TV Nova. Druhá řada měla premiéru v roce 2023 od 17. srpna na Voyo a od 24. srpna na TV Nova. Třetí a zároveň finální řada měla premiéru v roce 2024 od 1. února na Voyo a od 8. února na TV Nova.

## Děj
Seriál se odehrává v roce 1939 v Praze, kdy se otevírá nový obchodní dům Zlatá labuť (Bílá labuť). Právě tento obchodní dům se stal symbolem moderní doby a přepychovou dominantou centra města. Obchodní dům Zlatá labuť je však plný lidí v čase, když je téměř celá Evropa uvrhnutá do nejistoty a strachu z války, 15. března 1939 byl vyhlášen Protektorát Čechy a Morava.

## Obsazení

### Kučerovi
| Postava                       | Herec               | Povolání | Poznámka | Charakteristika postavy | Rok úmrtí postavy | První odehraný díl | Poslední odehraný díl | Série    | Série    | Série    |
| Postava                       | Herec               | Povolání | Poznámka | Charakteristika postavy | Rok úmrtí postavy | První odehraný díl | Poslední odehraný díl | Hlavní   | Vedlejší | Host     |
| Kučerovi                      | Kučerovi            | Kučerovi | Kučerovi | Kučerovi                | Kučerovi          | Kučerovi           | Kučerovi              | Kučerovi | Kučerovi | Kučerovi |
| ----------------------------- | ------------------- | --- | --- | ----------------------- | ----------------- | ------------------ | --------------------- | -------- | -------- | -------- |
| Petr Kučera                   | Adam Vacula         | Majitel obchodního domu (obchodní dům spadá pod rodinnou firmu)                                             | bratr Ireny a Rudolfa ml., syn Boženy a Rudolfa st., bývalý přítel Toni, Markéty a Sáry, otec Edy, přítel Báry, člen odboje                           | Kladná postava          |                   | 1.                 | 56.                   | (1.-3.)  |          |          |
| Barbora Veselá                | Marta Dancingerová  | Prodavačka v Labuti                                                                                         | bývalá přítelkyně Marka, přítelkyně Petra, bývalá Zlodějka, kamarádka Evy a Aleny, emigrovala a pak se zase vrátila                                   | Kladná postava          |                   | 1.                 | 56.                   | (1.,2.)  | (3.)     |          |
| Irena Mašková (roz. Kučerová) | Kristýna Ryška      | Spolumajitelka obchodního domu, Majitelka elektráren (obchodní dům i elektrárny spadají pod rodinnou firmu) | sestra Petra a Rudolfa ml., dcera Boženy a Rudolfa st., manželka Lukáše (později „exmanželka”), zamilovaná do Aleny. Lesba, sebevědomá, touží po moci | Kladno-záporná postava  |                   | 1.                 | 56.                   | (1.-3.)  |          |          |
| † Lukáš Mašek                 | Robert Mikluš       | Podniká v rodinné firmě                                                                                     | exmanžel Ireny, přítel Dity, zemře při souboji s Gruberem                                                                                             | Kladná postava          | 1940              | 1.                 | 56.                   | (1.-3.)  |          |          |
| Dita Zedníková                | Natalie Golovchenko | Prodavačka v Labuti                                                                                         | přítelkyně Lukáše, pomáhá židům | Kladná postava          |                   | 43.                | 56.                   | (3.)     |          |          |
| Rudolf Kučera ml.             | Petr Stach          | Podniká v rodinné firmy                                                                                     | přítel Sofie, vozíčkář | Kladná postava          |                   | 1.                 | 56.                   |          | (1.-3.)  |          |
| Sofie Schneiderová            | Marta Kondrla       | Doktorka (specializuje se na míchu)                                                                         | partnerka Rudolfa ml., přítelkyně Gruberových | Kladná postava          |                   | 5.                 | 56.                   |          | (1.-3.)  |          |
| Rudolf Kučera st.             | Petr Kostka         | Majitel rodinné firmy                                                                                       | otec Rudolfa, Petra a Ireny, manžel Boženy, tchán Lukáše, děda Edy                                                                                    | Kladná postava          |                   | 1.                 | 56.                   |          | (1.-3.)  |          |
| Božena Kučerová               | Daniela Kolářová    | | matka Rudolfa, Petra a Ireny, manželka Rudolfa st., tchyně Lukáše, babička Edy                                                                        | Kladná postava          |                   | 1.                 | 56.                   |          | (1.-3.)  |          |

### Gruberovi
| Postava                | Herec          | Povolání                            | Poznámka | Charakteristika postavy | Rok úmrtí postavy | První odehraný díl | Poslední odehraný díl | Série     | Série     | Série     |
| Postava                | Herec          | Povolání                            | Poznámka | Charakteristika postavy | Rok úmrtí postavy | První odehraný díl | Poslední odehraný díl | Hlavní    | Vedlejší  | Host      |
| Gruberovi              | Gruberovi      | Gruberovi                           | Gruberovi | Gruberovi               | Gruberovi         | Gruberovi          | Gruberovi             | Gruberovi | Gruberovi | Gruberovi |
| ---------------------- | -------------- | ----------------------------------- | --- | ----------------------- | ----------------- | ------------------ | --------------------- | --------- | --------- | --------- |
| † Wilhelm Gruber       | Jaroslav Plesl | Generál, poručík (dříve: plukovník) | německý voják, manžel Heleny, přísný, zlý a arogantní, milenec Ráchel (kterou doopravdy miloval) a Evy, zemře při souboji s Maškem | záporná postava         | 1940              | 3.                 | 56.                   | (1.-3.)   |           |           |
| Helena Linda Gruberová | Sarah Haváčová |                                     | namyšlená, arogantní a zlá, manželka Wilhelma                                                                                      | záporná postava         |                   | 5.                 | 55.                   |           | (1.-3.)   |           |
| † Eva Dušková          | Beáta Kaňoková | bývalá prodavačka v Labuti          | přítelkyně Martina, kamarádka Aleny a Báry, herečka, milenka Wilhelma - kvůli němu se později zabila                               | kladná postava          | 1940              | 1.                 | 51.                   | (1.-3.)   |           |           |
| † Ráchel               |                |                                     | milenka Wilhelma, židovka, v seriálu se neukazuje, pouze se o ní mluví                                                             | Kladná?                 | 1939              |                    |                       |           |           | (3.)      |

### Vránovi
| Postava                     | Herec                 | Povolání            | Poznámka | Charakteristika postavy | Rok úmrtí postavy | První odehraný díl | Poslední odehraný díl | Série   | Série    | Série   |
| Postava                     | Herec                 | Povolání            | Poznámka | Charakteristika postavy | Rok úmrtí postavy | První odehraný díl | Poslední odehraný díl | Hlavní  | Vedlejší | Host    |
| Vránovi                     | Vránovi               | Vránovi             | Vránovi | Vránovi                 | Vránovi           | Vránovi            | Vránovi               | Vránovi | Vránovi  | Vránovi |
| --------------------------- | --------------------- | ------------------- | --- | ----------------------- | ----------------- | ------------------ | --------------------- | ------- | -------- | ------- |
| Alena Vránová (roz. Zimová) | Simona Lewandowska    | Prodavačka v Labuti | kamarádka Evy, Báry a Dity, zamilovaná do Ireny, lesba, chvíli chodí s Jakubem, za kterého se pak vdá, aby ji ochránil před Němci | Kladná postava          |                   | 1.                 | 56.                   | (1.-3.) |          |         |
| Jakub Vrána                 | Mark Kristián Hochman | Číšník v Labuti     | zamilován do Aleny, chvíli s ní chodí, později si ji vezme                                                                        | Kladná postava          |                   | 1.                 | 56.                   |         | (1.-3.)  |         |

### Lhotští, Horcí a další…
| Postava                 | Herec                   | Povolání                           | Poznámka                                                                                        | Charakteristika postavy | Rok úmrtí postavy       | První odehraný díl      | Poslední odehraný díl   | Série                   | Série                   | Série                   |
| Postava                 | Herec                   | Povolání                           | Poznámka                                                                                        | Charakteristika postavy | Rok úmrtí postavy       | První odehraný díl      | Poslední odehraný díl   | Hlavní                  | Vedlejší                | Host                    |
| Lhotští, Horcí a další… | Lhotští, Horcí a další… | Lhotští, Horcí a další…            | Lhotští, Horcí a další…                                                                         | Lhotští, Horcí a další… | Lhotští, Horcí a další… | Lhotští, Horcí a další… | Lhotští, Horcí a další… | Lhotští, Horcí a další… | Lhotští, Horcí a další… | Lhotští, Horcí a další… |
| ----------------------- | ----------------------- | ---------------------------------- | ----------------------------------------------------------------------------------------------- | ----------------------- | ----------------------- | ----------------------- | ----------------------- | ----------------------- | ----------------------- | ----------------------- |
| Valerie Horká           | Hana Kusnjerová         | Prodavačka a Vedoucí oddělení módy | Přítelkyně Václava, bývalá přítelkyně Oldřicha, exmanželka Jaroslava, matka Kristýny            | Kladná postava          |                         | 1.                      | 56.                     | (1.-3.)                 |                         |                         |
| Václav Mach             | Pavel Řezníček          | Vedoucí ochranky v Labuti          | přítel Valerie, exmanžel Dáši, otec Julie, bývalý tchán Ludmily Nové                            | Kladná postava          |                         | 1.                      | 56.                     |                         | (1.-3.)                 |                         |
| Kristýna Lhotská        | Ema Businská            | Prodavačka v Labuti                | dcera Jaroslava a Valerie, přítelkyně Vojty, dřív byla trestně stíhána kvůli potratu            | Kladná postava          |                         | 1.                      | 56.                     |                         | (1.-3.)                 |                         |
| Vojtěch Laňka           | Vojtěch Vodochodský     | Prodavač v Labuti                  | přítel Kristýny                                                                                 | Kladná postava          |                         | 1.                      | 56.                     |                         | (1.-3.)                 |                         |
| † Jaroslav Lhotský      | Tomáš Bambušek          | Řešitel krizových situací v Labuti | hloupý a namyšlený, exmanžel Valerie a otec Kristýny, důvěrník říše, Gruber ho nechal zastřelit | Záporná postava         | 1940                    | 15.                     | 55.                     |                         | (1.-3.)                 |                         |

### Kantorovi
| Postava                       | Herec          | Povolání                                | Poznámka                                                                                      | Charakteristika postavy | Rok úmrtí postavy | První odehraný díl | Poslední odehraný díl | Série     | Série     | Série     |
| Postava                       | Herec          | Povolání                                | Poznámka                                                                                      | Charakteristika postavy | Rok úmrtí postavy | První odehraný díl | Poslední odehraný díl | Hlavní    | Vedlejší  | Host      |
| Kantorovi                     | Kantorovi      | Kantorovi                               | Kantorovi                                                                                     | Kantorovi               | Kantorovi         | Kantorovi          | Kantorovi             | Kantorovi | Kantorovi | Kantorovi |
| ----------------------------- | -------------- | --------------------------------------- | --------------------------------------------------------------------------------------------- | ----------------------- | ----------------- | ------------------ | --------------------- | --------- | --------- | --------- |
| Martin Kantor                 | Kryštof Bartoš | Prodavač v Labuti                       | vnuk Marie, expřítel Evy, momentálně na útěku, později se mu podařilo uprchnout i s Pulkrábem | Kladná postava          |                   | 1.                 | 55.                   |           | (1.-3.)   |           |
| Marie Kantorová (roz. Jónová) | Regina Rázlová | Prostitutka, Švadlena (nyní důchodkyně) | babička Martina, zamilovaná do Arneho                                                         | Kladná postava          |                   | 1.                 | 56.                   |           | (1.-3.)   |           |

### Dittrichovi
| Postava               | Herec            | Povolání    | Poznámka | Charakteristika postavy | Rok úmrtí postavy | První odehraný díl | Poslední odehraný díl | Série       | Série       | Série       |
| Postava               | Herec            | Povolání    | Poznámka | Charakteristika postavy | Rok úmrtí postavy | První odehraný díl | Poslední odehraný díl | Hlavní      | Vedlejší    | Host        |
| Dittrichovi           | Dittrichovi      | Dittrichovi | Dittrichovi | Dittrichovi             | Dittrichovi       | Dittrichovi        | Dittrichovi           | Dittrichovi | Dittrichovi | Dittrichovi |
| --------------------- | ---------------- | ----------- | --- | ----------------------- | ----------------- | ------------------ | --------------------- | ----------- | ----------- | ----------- |
| Frederik Dittrich     | Jiří Bábek       | Podnikatel  | Němec, manžel Hany, otec Markéty, obchoduje s rodinou Kučerů | Záporná postava         |                   | 1.                 | 55.                   |             | (1.-3.)     |             |
| Hana Dittrichová      | Jitka Sedláčková |             | matka Markéty, Němka, manželka Frederika | Záporná postava         |                   | 1.                 | 55.                   |             | (1.-3.)     |             |
| † Markéta Dittrichová | Barbora Bočková  |             | manželka Petra Kučery, matka Edy, při porodu umírá, dcera Hany a Frederika, milenka Viktora Šolce (na oko)                                                                                    | Záporná postava         | 1939              | 3.                 | 38.                   |             | (1.,2.)     |             |
| † Viktor Šolc         | Ivan Lupták      |             | zamilovaný do Markéty, Markéta však jenom předstírá, že ho miluje, později ho zatknou, Gruber trvá na tom, že se Petr a Markéta musí vzít, když se Markéta a Petr vezmou, Viktor je zastřelen | Kladná postava          | 1939              | 14.                | 21.                   |             | (1.)        |             |

### Maurerovi
| Postava                          | Herec             | Povolání                                                             | Poznámka                                                | Charakteristika postavy | Rok úmrtí postavy | První odehraný díl | Poslední odehraný díl | Série     | Série     | Série     |
| Postava                          | Herec             | Povolání                                                             | Poznámka                                                | Charakteristika postavy | Rok úmrtí postavy | První odehraný díl | Poslední odehraný díl | Hlavní    | Vedlejší  | Host      |
| Maurerovi                        | Maurerovi         | Maurerovi                                                            | Maurerovi                                               | Maurerovi               | Maurerovi         | Maurerovi          | Maurerovi             | Maurerovi | Maurerovi | Maurerovi |
| -------------------------------- | ----------------- | -------------------------------------------------------------------- | ------------------------------------------------------- | ----------------------- | ----------------- | ------------------ | --------------------- | --------- | --------- | --------- |
| Vilém Maurer                     | Adrian Jastraban  | Prodavač v Labuti                                                    | manžel Anny                                             | Kladná postava          |                   | 2.                 | 55.                   |           | (1.-3.)   |           |
| Anna Maurerová                   | Lucie Štěpánková  | Uklízečka (dříve: prodavačka v Labuti), později vyhozena             | manželka Viléma, nevlastní matka Ester a Adama, Židovka | Kladná postava          |                   |                    |                       |           | (1.-3.)   |           |
| Ester Maurerová (roz. Noimanová) | Leona Skleničková | Uklízečka (dříve: chůva v dětském koutku v Labuti), později vyhozena | sestra Adama, Židovka                                   | Kladná postava          |                   |                    |                       |           | (1.-3.)   |           |
| Adam Maurer (roz. Noiman)        |                   |                                                                      | bratr Ester, Žid                                        | Kladná postava          |                   |                    |                       |           | (1.,2.)   |           |

### Pukrábovi
| Postava         | Herec        | Povolání                 | Poznámka                  | Charakteristika postavy | Rok úmrtí postavy | Série     | Série     | Série     |
| Postava         | Herec        | Povolání                 | Poznámka                  | Charakteristika postavy | Rok úmrtí postavy | Hlavní    | Vedlejší  | Host      |
| Pukrábovi       | Pukrábovi    | Pukrábovi                | Pukrábovi                 | Pukrábovi               | Pukrábovi         | Pukrábovi | Pukrábovi | Pukrábovi |
| --------------- | ------------ | ------------------------ | ------------------------- | ----------------------- | ----------------- | --------- | --------- | --------- |
| Arne Pulkráb    | Tomáš Töpfer | Prodavač v Labuti        | Žid, otec Kamila, zlatník | Kladná postava          |                   |           | (1.-3.)   |           |
| † Kamil Pulkráb | Robin Ferro  | bývalý prodavač v Labuti | Žid, syn Arneho, zlatník  | Kladná postava          | 1939              |           | (1.,2.)   |           |

### Wágnerovi, Malí
| Postava              | Herec              | Povolání                  | Poznámka                                                       | Charakteristika postavy | Rok úmrtí postavy | Série           | Série           | Série           |
| Postava              | Herec              | Povolání                  | Poznámka                                                       | Charakteristika postavy | Rok úmrtí postavy | Hlavní          | Vedlejší        | Host            |
| Wágnerovi, Malí      | Wágnerovi, Malí    | Wágnerovi, Malí           | Wágnerovi, Malí                                                | Wágnerovi, Malí         | Wágnerovi, Malí   | Wágnerovi, Malí | Wágnerovi, Malí | Wágnerovi, Malí |
| -------------------- | ------------------ | ------------------------- | -------------------------------------------------------------- | ----------------------- | ----------------- | --------------- | --------------- | --------------- |
| Karel Bedřich Wágner | Vasil Fridrich     | Bývalý vedoucí Restaurace | zamilovaný do Elišky, šéf Jakuba, zavřený                      | Kladná postava          |                   |                 | (1.-3.)         |                 |
| Eliška Malá          | Michaela Maurerová | Číšnice v Labuti          | podřízená Karla, Karel je do ní zamilovaný, ona ho však nechce | Kladná Postava          |                   |                 | (1.-3.)         |                 |

### Tiší
| Postava       | Herec                       | Povolání | Poznámka                                                                                      | Charakteristika postavy | Rok úmrtí postavy | Série  | Série    | Série |
| Postava       | Herec                       | Povolání | Poznámka                                                                                      | Charakteristika postavy | Rok úmrtí postavy | Hlavní | Vedlejší | Host  |
| Tiší          | Tiší                        | Tiší     | Tiší                                                                                          | Tiší                    | Tiší              | Tiší   | Tiší     | Tiší  |
| ------------- | --------------------------- | -------- | --------------------------------------------------------------------------------------------- | ----------------------- | ----------------- | ------ | -------- | ----- |
| Lucie Tichá   | Kristýna Badinková Nováková |          | matka Kryštofa, měla do Labutě nastoupit jako prodavačka, ale nenastoupila kvůli protiříšství | Kladná postava          |                   |        | (1.)     |       |
| Kryštof Tichý | Adam Berka                  |          | syn Lucie                                                                                     | Kladná postava          |                   |        | (1.)     |       |

### Ostatní
| Postava             | Herec                   | Povolání                        | Poznámka | Charakteristika postavy | Rok úmrtí postavy | Série   | Série    | Série   |
| Postava             | Herec                   | Povolání                        | Poznámka | Charakteristika postavy | Rok úmrtí postavy | Hlavní  | Vedlejší | Host    |
| Ostatní             | Ostatní                 | Ostatní                         | Ostatní | Ostatní                 | Ostatní           | Ostatní | Ostatní  | Ostatní |
| ------------------- | ----------------------- | ------------------------------- | --- | ----------------------- | ----------------- | ------- | -------- | ------- |
| Antonie Adamová     | Šárka Krausová          | Ředitelka a Správkyně v Labuti  | expřítelkyně Petra, Sokyně Báry, dcera Hraběte Bochorlachovského, dřív žila ve Francii, později předstírá, že je Fašistka (Fašismus) | Kladná postava          |                   | (3.)    |          |         |
| Antonín Bouchner    | Ladislav Hampl          | bývalý ředitel Zlaté Labutě     | momentálně je ve vazbě za dvě znásilnění                                                                                             | Záporná postava         |                   |         | (1.,2.)  |         |
| Magdalena Praxlová  | Gabriela Míčová         | bývalá sekretářka v Labuti      | potom co byl Antonín Bouchner zavřen už v labutí nebyl nikdo kdo by jí tam udržel – dostala padáka                                   |                         |                   |         | (1.,2.)  |         |
| † Marta Fraňková    | Kamila Trnková          | bývalá klavíristka v Labuti     | zastřelili ji, byla znásilněna, Němka                                                                                                | Kladná postava          | 1939              | (1.)    |          | (2.)    |
| † Oldřich Skalský   | Jacob Erftemeijer       | bývalý fotograf v Labuti        | bývalý přítel Valerie | Kladná postava          | 1939              |         | (1.,2.)  |         |
| Marek Záhoř         | Jan Dolanský            | Zloděj                          | bývalý přítel Báry | Kladno-záporná postava  |                   |         | (1.-3.)  |         |
| Ludmila „Lída” Nová | Libuše Švormová         |                                 | tchyně Václava, matka Dáši | záporná postava         |                   |         | (3.)     |         |
| Poručík             | Ondřej Kraus            | poručík                         | | Záporná postava         |                   |         | (1.,2.)  |         |
| Pan Bochorlachovský | Jaroslav Pížl           | Hrabě                           | Otec Toni |                         |                   |         | (1.-3.)  |         |
| Viktor Hess         | Jiří Hána               | Plukovník (dříve: Podplukovník) | | Záporná postava         |                   |         | (1.-3.)  |         |
| Vilém Brož          | Roman Vojtek            | Zpěvák                          | zpíval v Labuti na otvíracím večírku                                                                                                 |                         |                   |         | (1.)     |         |
| † Sára Hirshová     | Daniela Hirsh           |                                 | bývalá přítelkyně Petra, Židovka | Kladná postava          | 1939              |         |          | (1.)    |
| Milada Dubská       | Veronika Čermák Macková | Dědička, Podnikatelka           | byla na večírku s Petrem jako doprovod                                                                                               |                         |                   |         |          | (3.)    |
| Josef Müller        | Petr Batěk              | Četník                          | |                         |                   |         |          | (1.)    |
| Falešná jeptiška    | Veronika Beskydiarová   |                                 | | Záporná postava         |                   |         |          | (3.)    |

## Seznam dílů

### První řada (2023)
| Č. v seriálu | Č. v řadě | Původní název | Režie             | Scénář                      | Premiéra v ČR   | Sledovanost (v mil.) |
| ------------ | --------- | ------------- | ----------------- | --------------------------- | --------------- | -------------------- |
| 1            | 1         | Epizoda 1     | Braňo Holiček     | Jan Coufal, Hana Roguljič   | 2. února 2023   | 1,069                |
| 2            | 2         | Epizoda 2     | Braňo Holiček     | Jan Coufal, Hana Roguljič   | 9. února 2023   | 0,776                |
| 3            | 3         | Epizoda 3     | Braňo Holiček     | Jan Coufal, Hana Roguljič   | 16. února 2023  | 0,771                |
| 4            | 4         | Epizoda 4     | Biser A. Arichtev | Jan Coufal, Hana Roguljič   | 23. února 2023  | 0,794                |
| 5            | 5         | Epizoda 5     | Biser A. Arichtev | Jan Coufal, Hana Roguljič   | 2. března 2023  | 0,759                |
| 6            | 6         | Epizoda 6     | Biser A. Arichtev | Jan Coufal, Hana Roguljič   | 9. března 2023  | 0,685                |
| 7            | 7         | Epizoda 7     | Braňo Holiček     | Jan Coufal, Tomáš Jarkovský | 16. března 2023 | 0,790                |
| 8            | 8         | Epizoda 8     | Braňo Holiček     | Jan Coufal, Hana Roguljič   | 23. března 2023 | 0,678                |
| 9            | 9         | Epizoda 9     | Biser A. Arichtev | Jan Coufal, Eva G. Taubrová | 30. března 2023 | 0,717                |
| 10           | 10        | Epizoda 10    | Biser A. Arichtev | Jan Coufal, Hana Roguljič   | 6. dubna 2023   | 0,734                |
| 11           | 11        | Epizoda 11    | Biser A. Arichtev | Jan Coufal, Hana Roguljič   | 13. dubna 2023  | 0,710                |
| 12           | 12        | Epizoda 12    | Biser A. Arichtev | Jan Coufal, Barbara Bulvová | 20. dubna 2023  | 0,714                |
| 13           | 13        | Epizoda 13    | Biser A. Arichtev | Jan Coufal, Hana Roguljič   | 27. dubna 2023  | 0,741                |
| 14           | 14        | Epizoda 14    | Braňo Holiček     | Jan Coufal, Hana Roguljič   | 4. května 2023  | 0,719                |
| 15           | 15        | Epizoda 15    | Braňo Holiček     | Jan Coufal, Barbara Bulvová | 11. května 2023 | 0,717                |
| 16           | 16        | Epizoda 16    | Braňo Holiček     | Jan Coufal, Tomáš Jarkovský | 18. května 2023 | 0,648                |
| 17           | 17        | Epizoda 17    | Braňo Holiček     | Jan Coufal, Hana Roguljič   | 25. května 2023 | 0,673                |
| 18           | 18        | Epizoda 18    | Braňo Holiček     | Jan Coufal, Hana Roguljič   | 1. června 2023  | 0,604                |
| 19           | 19        | Epizoda 19    | Biser A. Arichtev | Jan Coufal, Eva G. Taubrová | 8. června 2023  | 0,657                |
| 20           | 20        | Epizoda 20    | Biser A. Arichtev | Jan Coufal                  | 15. června 2023 | 0,645                |
| 21           | 21        | Epizoda 21    | Biser A. Arichtev | Jan Coufal                  | 22. června 2023 | 0,630                |

### Druhá řada (2023)
| Č. v seriálu | Č. v řadě | Původní název | Režie             | Scénář                    | Premiéra v ČR      | Sledovanost (v mil.) |
| ------------ | --------- | ------------- | ----------------- | ------------------------- | ------------------ | -------------------- |
| 22           | 1         | Epizoda 22    | Biser A. Arichtev | Jan Coufal                | 24. srpna 2023     | 0,586                |
| 23           | 2         | Epizoda 23    | Biser A. Arichtev | Jan Coufal                | 31. srpna 2023     | 0,588                |
| 24           | 3         | Epizoda 24    | Braňo Holiček     | Jan Coufal                | 7. září 2023       | 0,568                |
| 25           | 4         | Epizoda 25    | Braňo Holiček     | Jan Coufal, Hana Roguljič | 14. září 2023      | 0,638                |
| 26           | 5         | Epizoda 26    | Braňo Holiček     | Jan Coufal                | 21. září 2023      | 0,628                |
| 27           | 6         | Epizoda 27    | Petr Nikolaev     | Jan Coufal, Hana Roguljič | 28. září 2023      | 0,549                |
| 28           | 7         | Epizoda 28    | Petr Nikolaev     | Jan Coufal                | 5. října 2023      | 0,643                |
| 29           | 8         | Epizoda 29    | Petr Nikolaev     | Jan Coufal                | 12. října 2023     | 0,643                |
| 30           | 9         | Epizoda 30    | Braňo Holiček     | Jan Coufal                | 19. října 2023     | 0,648                |
| 31           | 10        | Epizoda 31    | Braňo Holiček     | Jan Coufal                | 26. října 2023     | 0,654                |
| 32           | 11        | Epizoda 32    | Braňo Holiček     | Jan Coufal                | 2. listopadu 2023  | 0,646                |
| 33           | 12        | Epizoda 33    | Braňo Holiček     | Jan Coufal                | 9. listopadu 2023  | 0,621                |
| 34           | 13        | Epizoda 34    | Biser A. Arichtev | Jan Coufal                | 16. listopadu 2023 | 0,640                |
| 35           | 14        | Epizoda 35    | Biser A. Arichtev | Jan Coufal                | 23. listopadu 2023 | 0,696                |
| 36           | 15        | Epizoda 36    | Biser A. Arichtev | Jan Coufal                | 30. listopadu 2023 | 0,679                |
| 37           | 16        | Epizoda 37    | Biser A. Arichtev | Jan Coufal                | 7. prosince 2023   | 0,733                |
| 38           | 17        | Epizoda 38    | Biser A. Arichtev | Jan Coufal                | 14. prosince 2023  | 0,682                |

### Třetí řada (2024)
- Finální řada (spoustu fanoušků překvapilo, že tvůrci se děj rozhodli zakončit už v roce 1940)

| Č. v seriálu | Č. v řadě | Původní název | Režie             | Scénář                                     | Premiéra v ČR   | Sledovanost (v mil.) |
| ------------ | --------- | ------------- | ----------------- | ------------------------------------------ | --------------- | -------------------- |
| 39           | 1         | Epizoda 39    | Braňo Holiček     | Hana Roguljič                              | 8. února 2024   | 0,575                |
| 40           | 2         | Epizoda 40    | Braňo Holiček     | Hana Roguljič, Tomáš Jarkovský             | 15. února 2024  | 0,571                |
| 41           | 3         | Epizoda 41    | Braňo Holiček     | Hana Roguljič, Michaela Doležalová         | 22. února 2024  | 0,522                |
| 42           | 4         | Epizoda 42    | Braňo Holiček     | Hana Roguljič, Vanda Zaplatílková Hutařová | 29. února 2024  | 0,545                |
| 43           | 5         | Epizoda 43    | Biser A. Arichtev | Hana Roguljič, Eva G. Taubrová             | 7. března 2024  | 0,533                |
| 44           | 6         | Epizoda 44    | Biser A. Arichtev | Hana Roguljič, Michaela Doležalová         | 14. března 2024 | 0,499                |
| 45           | 7         | Epizoda 45    | Biser A. Arichtev | Hana Roguljič, Vanda Zaplatílková Hutařová | 21. března 2024 | 0,498                |
| 46           | 8         | Epizoda 46    | Biser A. Arichtev | Hana Roguljič                              | 28. března 2024 | 0,528                |
| 47           | 9         | Epizoda 47    | Braňo Holiček     | Hana Roguljič, Vanda Zaplatíková Hutařová  | 4. dubna 2024   | 0,503                |
| 48           | 10        | Epizoda 48    | Braňo Holiček     | Hana Roguljič, Vanda Zaplatíková Hutařová  | 11. dubna 2024  | 0,550                |
| 49           | 11        | Epizoda 49    | Braňo Holiček     | Hana Roguljič, Eva G. Taubrová             | 18. dubna 2024  | 0,530                |
| 50           | 12        | Epizoda 50    | Braňo Holiček     | Hana Roguljič, Michaela Doležalová         | 25. dubna 2024  | 0,492                |
| 51           | 13        | Epizoda 51    | Biser A. Arichtev | Hana Roguljič                              | 2. května 2024  | 0,530                |
| 52           | 14        | Epizoda 52    | Biser A. Arichtev | Hana Roguljič, Michaela Doležalová         | 9. května 2024  | 0,476                |
| 53           | 15        | Epizoda 53    | Biser A. Arichtev | Hana Roguljič, Tomáš Jarkovský             | 16. května 2024 | 0,510                |
| 54           | 16        | Epizoda 54    | Biser A. Arichtev | Hana Roguljič                              | 23. května 2024 | 0,360                |
| 55           | 17        | Epizoda 55    | Biser A. Arichtev | Hana Roguljič                              | 30. května 2024 | 0,528                |
| 56           | 18        | Epizoda 56    | Biser A. Arichtev | Hana Roguljič                              | 6. června 2024  | 0,556                |

## Přehled řad
| Řada | Díly | Premiéra v ČR  | Premiéra v ČR     |
| Řada | Díly | První díl      | Poslední díl      |
| ---- | ---- | -------------- | ----------------- |
| 1    | 21   | 2. února 2023  | 22. června 2023   |
| 2    | 17   | 24. srpna 2023 | 14. prosince 2023 |
| 3    | 18   | 8. února 2024  | 6. června 2024    |

## Zajímavosti
- Seriál je volně inspirován seriálem Holky na drátě z roku 2017.
- Seriál se natáčel v Praze, Černošicích, Brandýsu nad Labem a v interiérových i exteriérových prostředích.
- Natáčení seriálu trvalo 159 natáčecích dnů, zahrálo si zde 75 herců, scénář měl 4483 stránek a na place se vypilo 1624 litrů kávy.
- Poprvé před kamerou si v seriálu zahrála vítězka kulinářské reality show MasterChef Česko Veronika „Besky“ Beskydiarová.
- Původně si Alenu Zimovou měla zahrát Alžběta Malá, která kvůli seriálu Smysl pro tumor roli odmítla.
- Kristýna Ryška (Irena Mašková) strávila kvůli natáčení více než 700 hodin ve vlaku z Rožnova pod Radhoštěm, kde bydlí.
- Kostýmní výtvarnice seriálu Michaela Horáčková Hořejší měla rozsáhlou sbírku originálních oblečení a doplňků. Zpočátku nakupovala hlavně v České republice a později se zaměřila na Ameriku, kde se dalo získat spousta věcí z období mezi světovými válkami.
- Během natáčení se narodili dva chlapečkové; jednoho porodila Kamila Trnková (Marta Fraňková) a druhého porodila Beátě Kaňokové (Eva Dušková) a kvůli roli také prošla velkou proměnou.